# Voroukh
Voroukh (en tadjik : Ворух) est un jamoat au nord du Tadjikistan, enclavé dans le Kirghizistan. Il est rattaché à la ville d'Isfara dans la province de Sughd. Il est peuplé de 23 121 habitants.

L'enclave de Voroukh et les autres enclaves dans la vallée de Fergana

## Histoire et conflits territoriaux
Voroukh est un village et une des deux enclaves du Tadjikistan dans la province de Batken, au Kirghizistan. Trois enclaves tadjikes (dont une en Ouzbékistan) ont été créées à la suite de plusieurs ajustements à la frontière pendant le régime stalinien des années 1920 à 1950.
À la suite de restrictions territoriales inhérentes, les conflits violents sur la propriété des terres, l'accès aux pâturages et les ressources en eau partagées sont devenus plus fréquents.
La localisation des frontières de l'enclave est contestée par les gouvernements tadjik et kirghiz. En avril 2013, une dispute entre les habitants de Voroukh et les travailleurs kirghizes a dégénéré en une lutte, qui a impliqué finalement plusieurs centaines d'individus. Le conflit commença lorsque les habitants de Voroukh se sont opposés à la construction d'une nouvelle route pour contourner l'enclave. En mai 2013, le Kirghizistan et le Tadjikistan se sont réunis pour aborder les problèmes qu'entraîne cette situation.
Le 29 avril 2021, des affrontements ont lieu entre les deux pays autour de l'enclave.

## Climat
Selon la classification de Köppen, Voroukh bénéficie d'un climat continental avec des étés secs.
| Mois                              | jan. | fév. | mars | avril | mai  | juin | jui. | août | sep. | oct. | nov. | déc. | année |
| --------------------------------- | ---- | ---- | ---- | ----- | ---- | ---- | ---- | ---- | ---- | ---- | ---- | ---- | ----- |
| Température minimale moyenne (°C) | −8,3 | −6,3 | −0,3 | 5,9   | 9,7  | 13,3 | 15,4 | 13,9 | 8,7  | 3,7  | −1,3 | −5,2 | 4,1   |
| Température moyenne (°C)          | −4,2 | −2,1 | 4,1  | 11,4  | 16   | 20,6 | 23   | 21,8 | 16,7 | 10,3 | 3,6  | −1,5 | 9,98  |
| Température maximale moyenne (°C) | 0    | 2,1  | 8,6  | 17    | 22,4 | 27,9 | 30,7 | 29,7 | 24,8 | 17   | 8,5  | −2,3 | 15,92 |
| Précipitations (mm)               | 53   | 51   | 79   | 71    | 69   | 21   | 11   | 4    | 6    | 40   | 39   | 51   | 495   |